# 종말의 하렘

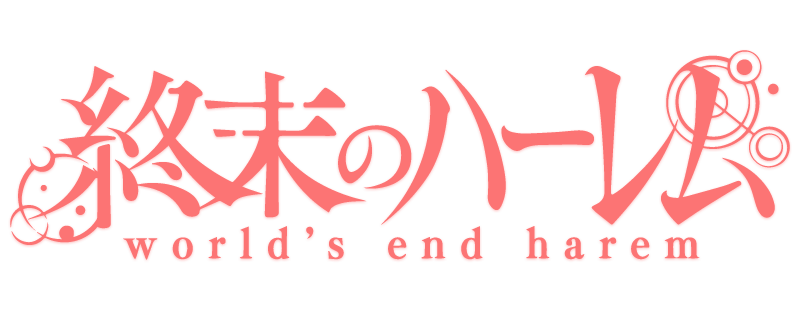

《종말의 하렘》(終末のハーレム 슈마쓰노 하레무[*], world's end harem)는 LINK(원작), 쇼노 코타로(작화)에 의한 일본의 만화 작품이다. 웹 코믹 사이트 『소년 점프+』(슈에이샤)에서 2016년 5월 8일부터 2023년 5월 7일까지 격주 일요일에 연재되었다.

## 개요
『J+』의 2016년 신연재 봄의 진 제5탄으로서 연재가 개시되었다. 성인용 만화 작품을 중심으로 알려진 초야의 일반지 연재 작품이다. 캐치 카피는 「남성 소멸. 5 대 50억 초하렘!」(1부), 「뒤뚱거리는 욕망의 신세계 개막.」(2부).